# Открытая система (информатика)
Открытая система — модульная система, которая допускает замену любого модуля на аналогичный модуль другого производителя, а интеграция системы с другими системами (в том числе с пользователем) выполняется без преодоления чрезмерных проблем. Понятие открытости систем и спецификации открытых систем обсуждаются в OMAC.
Открытая система предназначена взаимодействовать с другими приложениями на локальных и удалённых системах и взаимодействовать с пользователями в стиле, который облегчает переход пользователей от системы к системе.
Открытая спецификация — по определению POSIX общедоступная спецификация, которая поддерживается открытым, гласным согласительным процессом, направленным на приспособление новой технологии к её применению, и согласуется со стандартами.

## Описание
Одна из важнейших проблем, возникающих в АСУ ТП, заключается в резком увеличении стоимости системы с ростом ее сложности. Объективная причина этого явления состоит в том, что сложные системы часто изготавливаются в единичных экземплярах, а это не позволяет сделать их дешёвыми. Распространенный метод решения этой проблемы состоит в делении системы на модули таким образом, чтобы каждый из них становился коммерчески эффективным и мог изготавливаться несколькими конкурирующими производителями в больших количествах. Однако при этом возникает проблема аппаратной и программной совместимости модулей. Для достижения совместимости интерфейс, конструктив и выполняемые функции таких модулей должны быть стандартизованы, а их спецификации — открытыми.
По определению, принятому Комитетом IEEE POSIX 1003.0, открытой информационной системой называется система, которая реализует открытые спецификации на интерфейсы, сервисы (услуги среды) и поддерживаемые форматы данных, достаточные для того, чтобы дать возможность разработанному по этим спецификациям прикладному программному обеспечению быть переносимым в широком диапазоне систем, взаимодействовать с другими приложениями на локальных и удалённых системах, и взаимодействовать с пользователями в стиле, который облегчает переход пользователей от системы к системе.
Архитектура открытой системы представляет собой её внешнее описание (англ. reference model) с точки зрения пользователя такой системы и является иерархическим описанием её внешнего облика и каждого компонента с точки зрения каждого, кто использует её архитектуру: пользователя, проектировщика системы, прикладного программиста, системного программиста и разработчика аппаратуры.

## Свойства открытых систем
Основные свойства открытых систем:
- Расширяемость
- Масштабируемость
- Переносимость приложений, данных и персонала.
- Интероперабельность приложений и систем
- Способность к интеграции
- Высокая готовность

## Состав
Стандарт состоит из четырёх основных разделов:
- Основные определения (Base definitions) — список основных определений и соглашений, используемых в спецификациях, и список заголовочных файлов языка Си, которые должны быть предоставлены соответствующей стандарту системой.
- Оболочка и утилиты (Shell and utilities) — описание утилит и командной оболочки sh, стандарты регулярных выражений.
- Системные интерфейсы (System interfaces) — список системных вызовов языка Си.
- Обоснование (Rationale) — объяснение принципов, используемых в стандарте.